# Književnost u 1524.
◄◄ | ◄ | 1521. | 1522. | 1523. | 1524.  | 1525. | 1526. | 1527. | ► | ►►
Arhitektura • Astronomija • Glazba • Kazalište • Kiparstvo • Knjige • Književnost • Kršćanstvo • Medicina • Politika • Pravo • Promet • Slikarstvo • Znanost
Književnost u 1524.

## Hrvatska i u Hrvata

### Smrti
- 5. siječnja – Marko Marulić,  hrvatski književnik i humanist († 1450.)

## Vanjske poveznice
|  | Zajednički poslužitelj ima još gradiva o temi Književnost u 1524. |